# Kirinyaga County
Kirinyaga is een county en voormalig Keniaans district in de provincie Kati. Het district telt 457.105 inwoners (1999) en heeft een bevolkingsdichtheid van 309 inw/km². Ongeveer 8,2% van de bevolking leeft onder de armoedegrens en ongeveer 36% heeft beschikking over elektriciteit. Hoofdplaats is Kerugoya.
Het district ontleent zijn naam aan Mount Kenya, die in het Gikuyu "Kĩrĩ Nyaga" of "Kirinyaga" heet.